# Tour Hekla
Tour Hekla – 220-metrowy, 48-piętrowy drapacz chmur w budowie w Puteaux, w dzielnicy La Défense we Francji. Zaprojektował go francuski architekt Jean Nouvel. Budynek otrzymał pozwolenie na budowę w czerwcu 2016 r. Budowa rozpoczęła się w maju 2018 r., a jej oddanie zaplanowano na początek 2022 r. Po ukończeniu będzie to najwyższa wieża w dzielnicy La Défense, wyprzedzając Tour First, obecnie najwyższy budynek w tej dzielnicy, a także drugi co do wysokości budynek we Francji. Koszt projektu szacuje się na 248 mln euro.